# Sankta Maria i Rosengård katolska församling
Sankta Maria i Rosengård katolska församling är belägen på Ramels väg 149 i Malmö. Den nuvarande kyrkan invigdes den 6 januari 1990 av biskop Hubertus Brandenburg. Församlingens förste kyrkoherde samt grundare var pater Rudolf Basista, född 1933, död 2018.
Församlingen började som ett kapell i en villa på Ekgatan innan den nuvarande Kyrkan byggdes.